# Norio Yoshimizu
Norio Yoshimizu (吉水 法生, Yoshimizu Norio, né le 21 août 1946) est un footballeur japonais.